# Distocercospora livistonae
Distocercospora livistonae är en svampart som beskrevs av U. Braun & C.F. Hill 2006. Distocercospora livistonae ingår i släktet Distocercospora och familjen Mycosphaerellaceae.   Inga underarter finns listade i Catalogue of Life.